# Lum Rexhepi
Lum Rexhepi (Turku, 3 agosto 1992) è un ex calciatore finlandese naturalizzato kosovaro, di ruolo difensore.

## Biografia
Nato e cresciuto in Finlandia ma è di origini kosovare.

## Carriera

### Club
Ha debuttato nella massima serie finlandese nel 2010. Il 14 gennaio 2019 viene acquistato a titolo definitivo dalla squadra albanese del Partizani Tirana, con cui sottoscrive un contratto di un anno e mezzo, con scadenza il 30 giugno 2020.

### Nazionale
Il 5 marzo 2014 prende parte alla gara d'esordio internazionale della nazionale kosovara, giocando la partita pareggiata per 0-0 contro Haiti.

## Statistiche

### Presenze e reti nei club
Statistiche aggiornate al 10 luglio 2020.
| Stagione               | Squadra                | Campionato             | Campionato | Campionato | Coppe nazionali | Coppe nazionali | Coppe nazionali | Coppe continentali | Coppe continentali | Coppe continentali | Altre coppe | Altre coppe | Altre coppe | Totale | Totale |
| Stagione               | Squadra                | Comp                   | Pres       | Reti       | Comp            | Pres            | Reti            | Comp               | Pres               | Reti               | Comp        | Pres        | Reti        | Pres   | Reti   |
| ---------------------- | ---------------------- | ---------------------- | ---------- | ---------- | --------------- | --------------- | --------------- | ------------------ | ------------------ | ------------------ | ----------- | ----------- | ----------- | ------ | ------ |
| 2011                   | Honka                  | VL                     | 15         | 1          | CF+CdL          | 0+7             | 2               | UEL                | -                  | -                  | -           | -           | -           | 22     | 3      |
| 2012                   | Honka                  | VL                     | 18         | 1          | CF+CdL          | 1+6             | 0+2             | -                  | -                  | -                  | -           | -           | -           | 25     | 3      |
| 2013                   | Honka                  | VL                     | 8          | 0          | CF+CdL          | 3+5             | 0               | -                  | -                  | -                  | -           | -           | -           | 16     | 0      |
| 2014                   | Honka                  | VL                     | 22         | 0          | CF+CdL          | 1+1             | 0               | -                  | -                  | -                  | -           | -           | -           | 24     | 0      |
| gen. 2015              | Honka                  | VL                     | 0          | 0          | CF+CdL          | 1+0             | 0               | UEL                | -                  | -                  | -           | -           | -           | 1      | 0      |
| Totale Honka           | Totale Honka           | Totale Honka           | 63         | 2          |                 | 25              | 4               |                    | -                  | -                  |             | -           | -           | 88     | 6      |
| 2015                   | Lillestrøm             | ES                     | 0          | 0          | CN              | 0               | 0               | -                  | -                  | -                  | -           | -           | -           | 0      | 0      |
| 2016                   | HJK                    | VL                     | 22         | 0          | CF+CdL          | 2+4             | 0               | UEL                | 5                  | 0                  | -           | -           | -           | 33     | 0      |
| feb.-giu. 2017         | Go Ahead Eagles        | ED                     | 2          | 0          | CO              | -               | -               | -                  | -                  | -                  | -           | -           | -           | 2      | 0      |
| 2017-gen. 2018         | Go Ahead Eagles        | EE                     | 0          | 0          | CO              | 0               | 0               | -                  | -                  | -                  | -           | -           | -           | 0      | 0      |
| Totale Go Ahead Eagles | Totale Go Ahead Eagles | Totale Go Ahead Eagles | 2          | 0          |                 | 0               | 0               |                    | -                  | -                  |             | -           | -           | 2      | 0      |
| 2018                   | KuPS                   | VL                     | 16         | 0          | CF              | 0               | 0               | UEL                | 2                  | 0                  | -           | -           | -           | 18     | 0      |
| gen.-giu. 2019         | Partizani Tirana       | KS                     | 10         | 0          | CA              | 3               | 0               | UEL                | -                  | -                  | -           | -           | -           | 13     | 0      |
| 2020                   | JäPS                   | Ka                     | 3          | 0          | CF              | 0               | 0               | -                  | -                  | -                  | -           | -           | -           | 3      | 0      |
| Totale carriera        | Totale carriera        | Totale carriera        | 116        | 2          |                 | 34              | 4               |                    | 7                  | 0                  |             | -           | -           | 156    | 6      |

### Cronologia presenze e reti in Nazionale
| Cronologia completa delle presenze e delle reti in nazionale ― Kosovo | Cronologia completa delle presenze e delle reti in nazionale ― Kosovo | Cronologia completa delle presenze e delle reti in nazionale ― Kosovo | Cronologia completa delle presenze e delle reti in nazionale ― Kosovo | Cronologia completa delle presenze e delle reti in nazionale ― Kosovo | Cronologia completa delle presenze e delle reti in nazionale ― Kosovo | Cronologia completa delle presenze e delle reti in nazionale ― Kosovo | Cronologia completa delle presenze e delle reti in nazionale ― Kosovo |
| Data                                                                  | Città                                                                 | In casa                                                               | Risultato                                                             | Ospiti                                                                | Competizione                                                          | Reti                                                                  | Note                                                                  |
| --------------------------------------------------------------------- | --------------------------------------------------------------------- | --------------------------------------------------------------------- | --------------------------------------------------------------------- | --------------------------------------------------------------------- | --------------------------------------------------------------------- | --------------------------------------------------------------------- | --------------------------------------------------------------------- |
| 3-6-2016                                                              | Francoforte                                                           | Fær Øer                                                               | 0 – 2                                                                 | Kosovo                                                                | Amichevole                                                            | -                                                                     | 58’                                                                   |
| Totale                                                                |                                                                       | Presenze                                                              | 1                                                                     |                                                                       | Reti                                                                  | 0                                                                     |                                                                       |

| Cronologia completa delle presenze e delle reti in nazionale ― Finlandia | Cronologia completa delle presenze e delle reti in nazionale ― Finlandia | Cronologia completa delle presenze e delle reti in nazionale ― Finlandia | Cronologia completa delle presenze e delle reti in nazionale ― Finlandia | Cronologia completa delle presenze e delle reti in nazionale ― Finlandia | Cronologia completa delle presenze e delle reti in nazionale ― Finlandia | Cronologia completa delle presenze e delle reti in nazionale ― Finlandia | Cronologia completa delle presenze e delle reti in nazionale ― Finlandia |
| Data                                                                     | Città                                                                    | In casa                                                                  | Risultato                                                                | Ospiti                                                                   | Competizione                                                             | Reti                                                                     | Note                                                                     |
| ------------------------------------------------------------------------ | ------------------------------------------------------------------------ | ------------------------------------------------------------------------ | ------------------------------------------------------------------------ | ------------------------------------------------------------------------ | ------------------------------------------------------------------------ | ------------------------------------------------------------------------ | ------------------------------------------------------------------------ |
| 26-1-2013                                                                | Chiang Mai                                                               | Svezia                                                                   | 3 – 0                                                                    | Finlandia                                                                | King's Cup 2013                                                          | -                                                                        | 77’                                                                      |
| Totale                                                                   |                                                                          | Presenze                                                                 | 1                                                                        |                                                                          | Reti                                                                     | 0                                                                        |                                                                          |

## Palmarès

### Club

#### Competizioni nazionali
- Coppa di Lega finlandese: 1

Honka: 2011
- Coppa di Finlandia: 1

Honka: 2012